# Geophis immaculatus
Geophis immaculatus — вид змій родини полозових (Colubridae). Мешкає в Мексиці і Гватемалі.

## Поширення і екологія
Geophis immaculatus мешкають в горах Сьєрра-Мадре-де-Чіапас на території мексиканського штату Чіапас та західної Гватемали. Вони живуть у вологих гірських і хмарних тропічних лісах, на висоті від 1000 до 1200 м над рівнем моря. 